# Silicio tensado

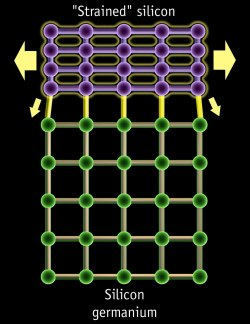
Silicio tenso

El silicio tensado es una capa de silicio en la que los átomos de silicio se estiran más allá de su distancia interatómica normal. Esto puede conseguirse colocando la capa de silicio sobre un sustrato de silicio-germanio (SiGe). A medida que los átomos de la capa de silicio se alinean con los átomos de la capa de silicio-germanio subyacente (que están dispuestos un poco más separados, con respecto a los de un cristal de silicio a granel), los enlaces entre los átomos de silicio se estiran, lo que da lugar al silicio tenso. Al alejar estos átomos de silicio se reducen las fuerzas atómicas que interfieren en el movimiento de los electrones a través de los transistores y, por tanto, se mejora la movilidad, lo que se traduce en un mejor rendimiento del chip y un menor consumo de energía. Estos electrones pueden moverse un 70% más rápido, lo que permite a los transistores de silicio tensado conmutar un 35% más rápido.
Los avances más recientes incluyen la deposición de silicio tenso mediante epitaxia metalorgánica en fase de vapor (MOVPE) con metalorgánicos como fuentes de partida, por ejemplo, fuentes de silicio (silano y diclorosilano) y fuentes de germanio (germano, tetracloruro de germanio e isobutilgermano). 
Entre los métodos más recientes para inducir la deformación se incluye el dopaje de la fuente y el drenaje con átomos que no coinciden con la red, como el germanio y el carbono. El dopaje con germanio de hasta el 20% en la fuente y el drenaje del MOSFET del canal P provoca una deformación por compresión uniaxial en el canal, lo que aumenta la movilidad de los agujeros. El dopaje con carbono de hasta el 0,25% en la fuente y el drenaje del MOSFET de canal N provoca una tensión de tracción uniaxial en el canal, lo que aumenta la movilidad de los electrones. Cubrir el transistor NMOS con una capa de nitruro de silicio sometida a grandes esfuerzos es otra forma de crear una tensión de tracción uniaxial. A diferencia de los métodos de inducción de tensión en la capa del canal a nivel de oblea antes de la fabricación del MOSFET, los métodos mencionados utilizan la tensión inducida durante la propia fabricación del MOSFET para alterar la movilidad de los portadores en el canal del transistor. 

## Historia
La idea de utilizar germanio para deformar el silicio con el fin de mejorar los transistores de efecto de campo parece remontarse al menos a 1991.
En 2000, un informe del MIT investigó la movilidad teórica y experimental de los agujeros en dispositivos PMOS basados en heteroestructuras de SiGe.
En 2003, IBM figuraba entre los principales defensores de esta tecnología.
En 2002, Intel había incorporado la tecnología de silicio tenso en su serie de microprocesadores X86 Pentium de 90 nm a principios de 2000. En 2005, Intel fue demandada por la empresa AmberWave por una supuesta infracción de patente relacionada con la tecnología de silicio tenso. 